# 仙台市立連坊小路小学校
仙台市立連坊小路小学校（せんだいしりつ れんぼうこうじしょうがっこう）は、宮城県仙台市若林区連坊一丁目にある公立小学校である。

## 沿革
《主な出典：》
- 1886年（明治19年）10月15日 - 新寺小路「大林寺」の境内（本堂[2]）に開校。
- 1888年（明治21年）12月17日 - 連坊小路にあった「松音寺」の境内跡地に新築移転（当時は私立連坊小路尋常小学校）。
- 1898年（明治31年）4月1日 - 代用私立小学校制度[注釈 1]の適用により代用契約が開始され[3]、仙台市代用私立連坊小路尋常小学校[4]となる。
- 1903年（明治36年）4月1日 - 学校設立者や松音寺住職からの寄附出願により市に移管され、仙台市立連坊小路尋常小学校となる[3]。
- 1936年（昭和11年）10月15日 - 校歌を制定。
- 1941年（昭和16年）4月1日 - 仙台市連坊小路国民学校に改称。
- 1947年（昭和22年）4月1日 - 仙台市立連坊小路小学校に改称。
- 1981年（昭和56年）1月29日 - 校舎鉄筋化工事 全校舎落成。
- 2002年（平成14年）4月1日 - 完全学校週5日制・2学期制を実施。

## 概要
仙台市の市街地で東北本線を中心としたエリアが学区である。校区の大部分は広瀬川により形成された第三段丘上に属し、学校は宮城県仙台二華中学校・高等学校に隣接した場所にある。学区内には宮城県仙台第一高等学校もある。また学区内の新寺は寺院が多く存在するが、仙台駅東部の再開発事業により静かだった寺町も急変貌を遂げている。

### 通学区域
- 仙台市宮城野区榴岡四丁目(六～八番の一部、十番)、榴岡五丁目(十番)、西宮城野、宮城野二丁目(十三、十四番)、仙台市若林区のうち、五橋3丁目の一部、表柴田町、裏柴田町、木ノ下1丁目の大部分、木ノ下2丁目の一部、木ノ下4丁目の一部、三百人町の大部分、新寺1丁目3,4,7,8、新寺2丁目、新寺3丁目、新寺4～5丁目、成田町の大部分、二軒茶屋、東九番丁、元茶畑、連坊小路~97,98~、連坊1丁目~5,6~、連坊2丁目
- 太字文の区域は東華中学校の通学区域に含まれ、その他の区域は五橋中学校の通学区域となるため、児童は卒業後、原則として住居地によって両中学校へ進学先が分かれる。

## 著名な出身者
- 樋口陽一（憲法学者）- 東北大学名誉教授、東京大学名誉教授。連坊小路国民学校当時の最終年の卒業生、1947年卒。
- 佐々木貴史（実業家、文化人タレント） - 「リライブシャツ」「リライブウェア」開発者、株式会社りらいぶ代表取締役。1974年卒。
- 高山佳奈子（刑法学者） - 京都大学教授。1981年卒。
- 川村卓也（バスケットボール選手）- オーエスジーフェニックス、リンク栃木ブレックスなどで活躍。1999年卒。